# Дубова (загальнозоологічний заказник)
Дубо́ва — загальнозоологічний заказник місцевого значення в Україні. Об'єкт розташований на території Ковельського району Волинської області, на північний схід від села Угли. 
Площа 889 га. Статус присвоєно згідно з рішенням обласної ради від 12.03.2012 року № 10/67. Перебуває у віданні ДП «Ковельське ЛГ» (Кашівське л-во, кв. 3, 4 —274 га, Углівське л-во, кв. 19–21, 27, 35, 38 — 615 га). 
Статус присвоєно для збереження частини лісового масиву, де переважають стиглі і пристигаючі березові та вільхові насадження. У трав'яному покриві зростають буяхи, брусниця, чорниця, орляк звичайний, конвалія звичайна, багно звичайне. Водяться підорлик малий і тетерук — рідкісні види, занесені до Червоної книги України.